# Calw
Calw (pronunciat en alemany [ˈkʰalf]) és un municipi d'Alemanya al centre de Baden-Württemberg capital del seu districte a la part nord de la Selva Negra. Es troba a una altitud d'entre 330 i 630 metres i té una població de 23.680 habitants (2006).

## Història
La primera menció escrita és de l'any 1075. A l'Edat Mitjana Calw va ser un important ciutat comercial especialment pel comerç de vestits i cuir. Al segle xviii s'especialitza en el comerç de la fusta transportada pel riu Nagold. Durant la Segona Guerra Mundial hi hagué un subcamp de concentració (Natzweiler-Struthof) on es feien treballs forçats assamblant avions.
Actualment és també un centre turístic.

## Monuments i llocs d'interès
La ciutat es troba al Circuit alemany de l'entramat de fusta per causa del seu patrimoni ric d'edificis amb entramat de fusta.

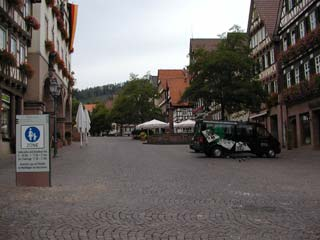
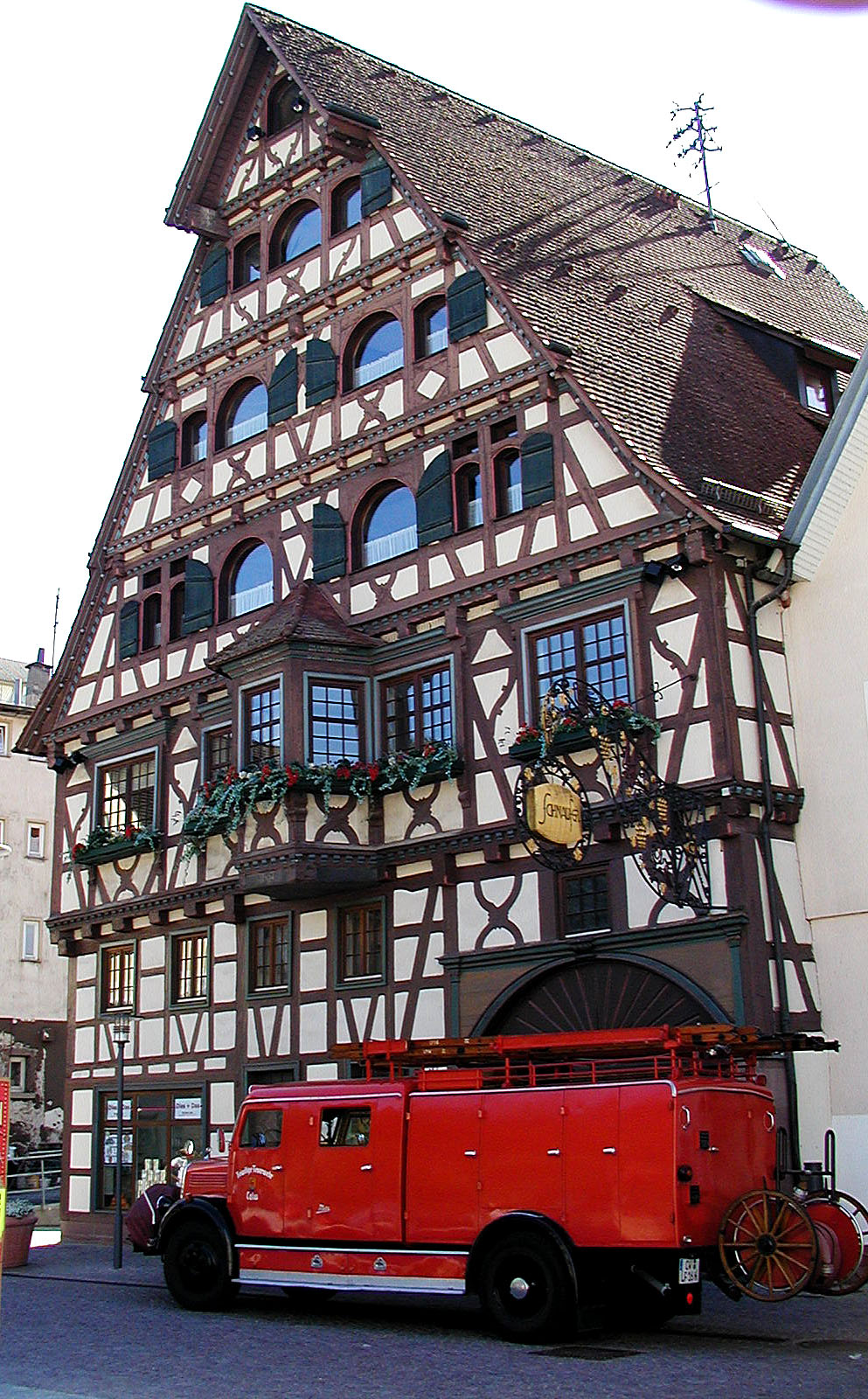
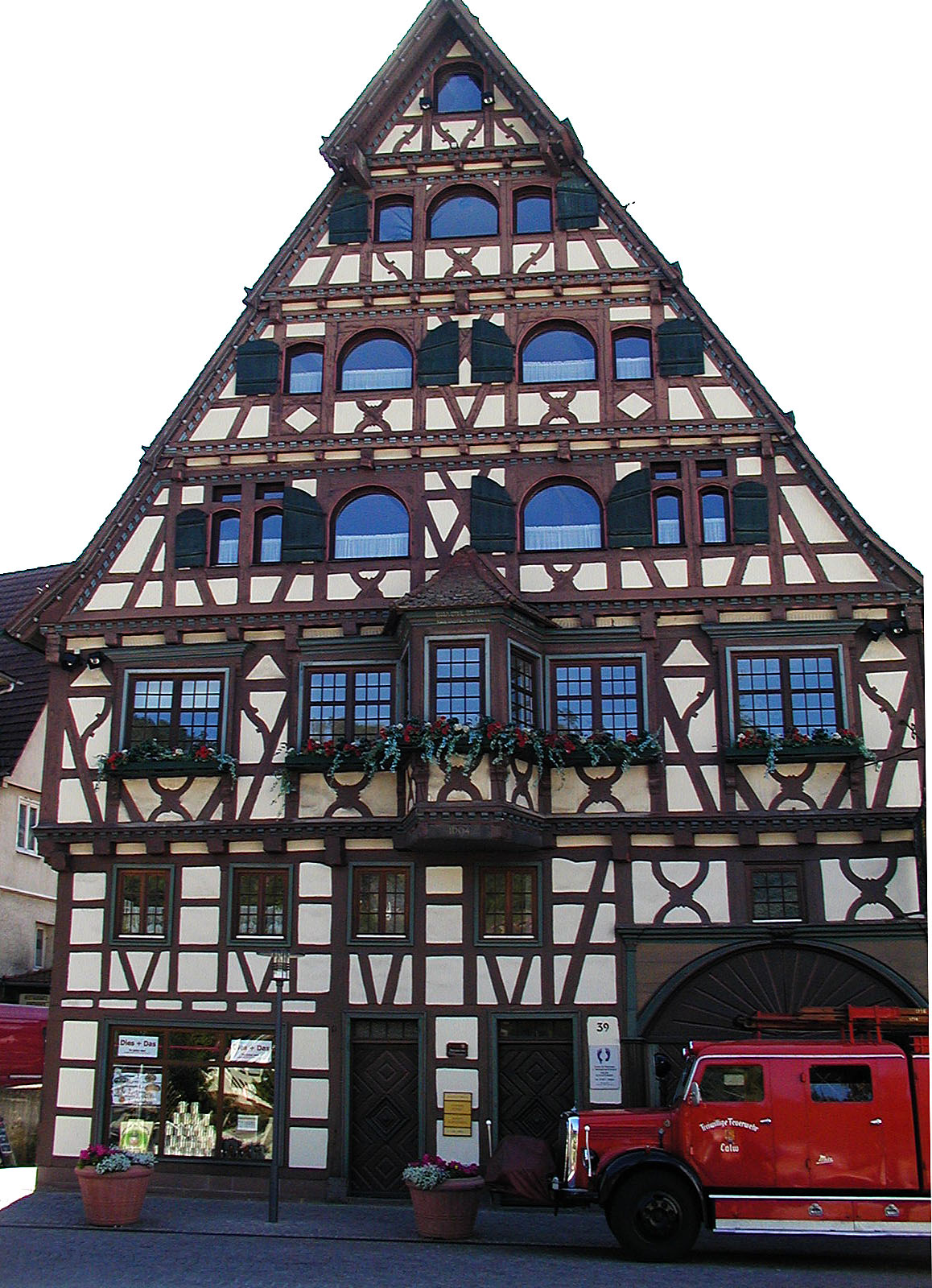
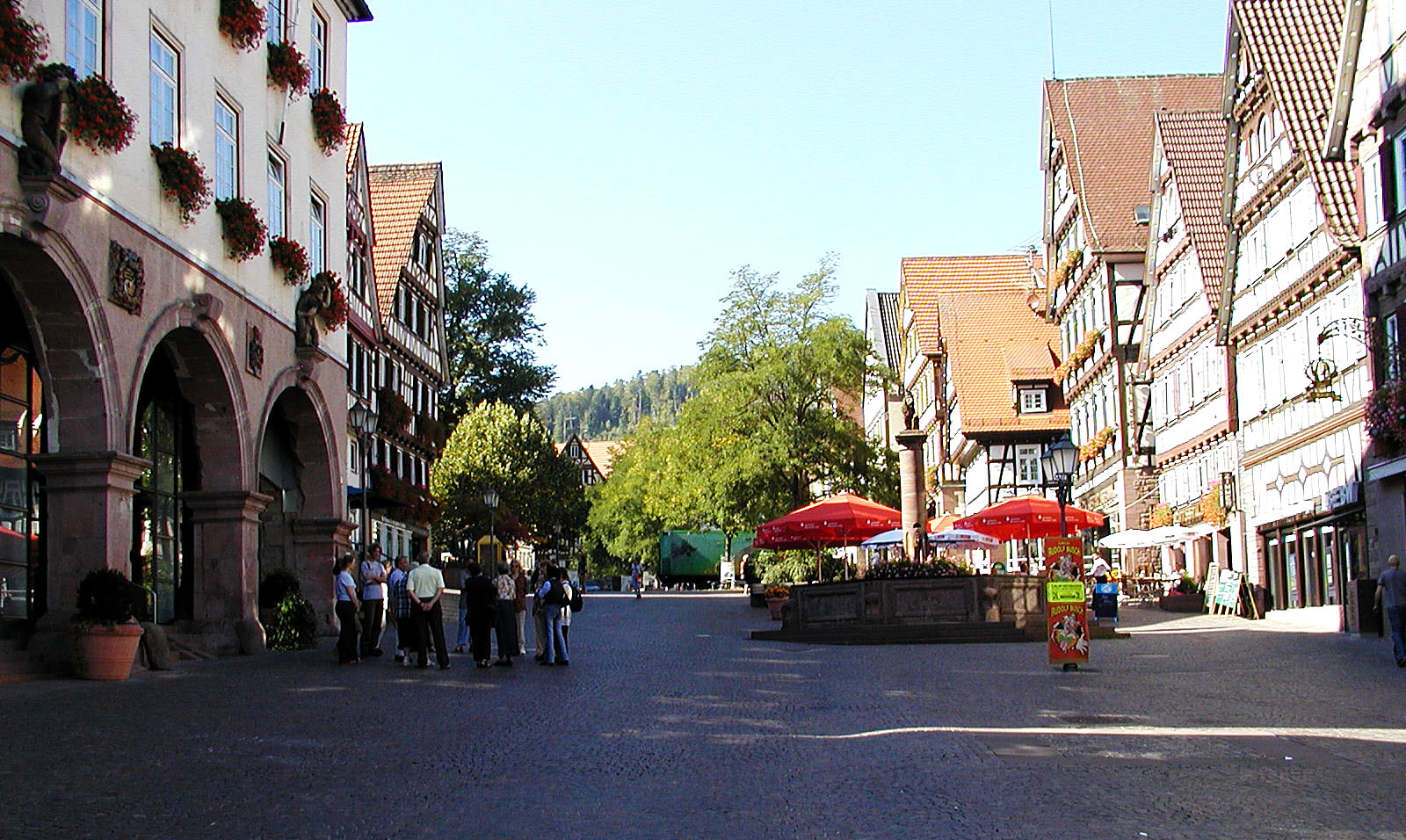
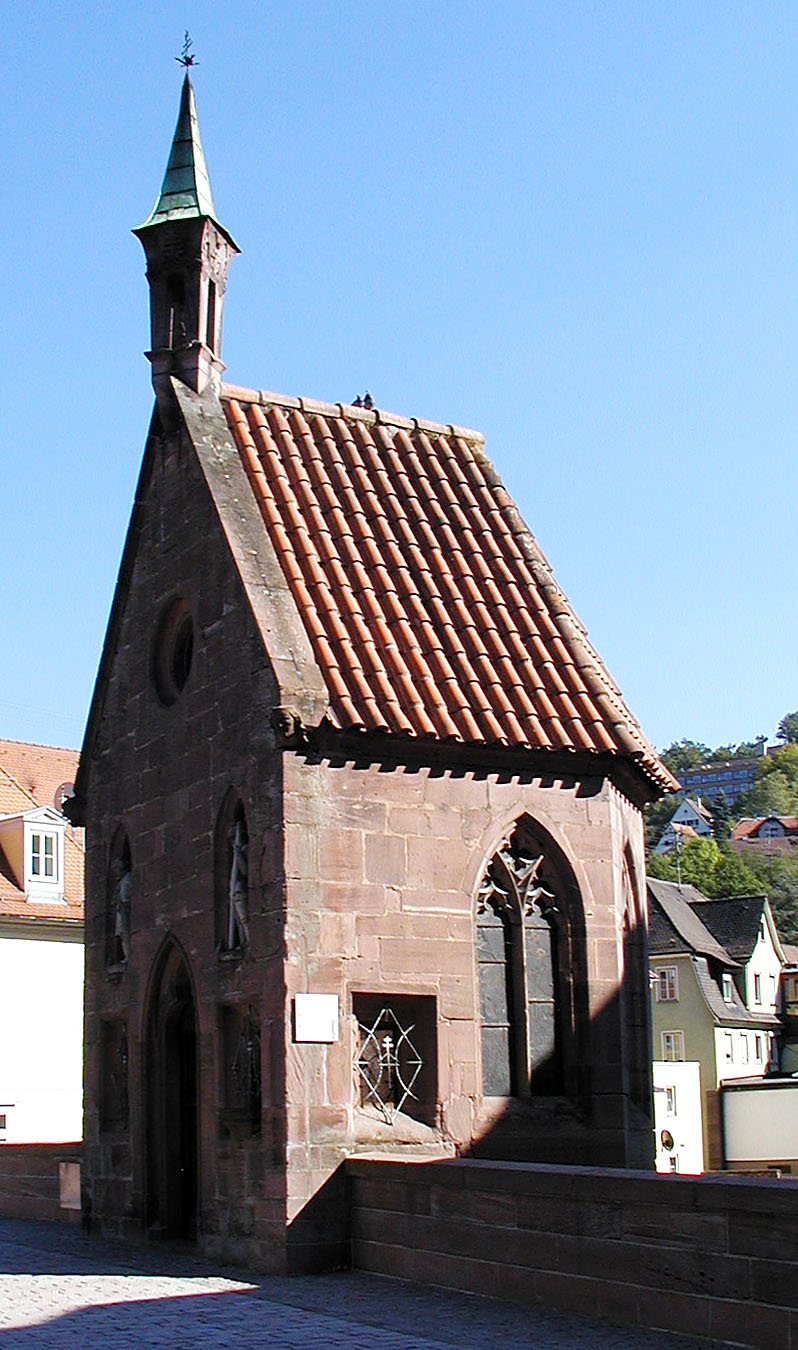
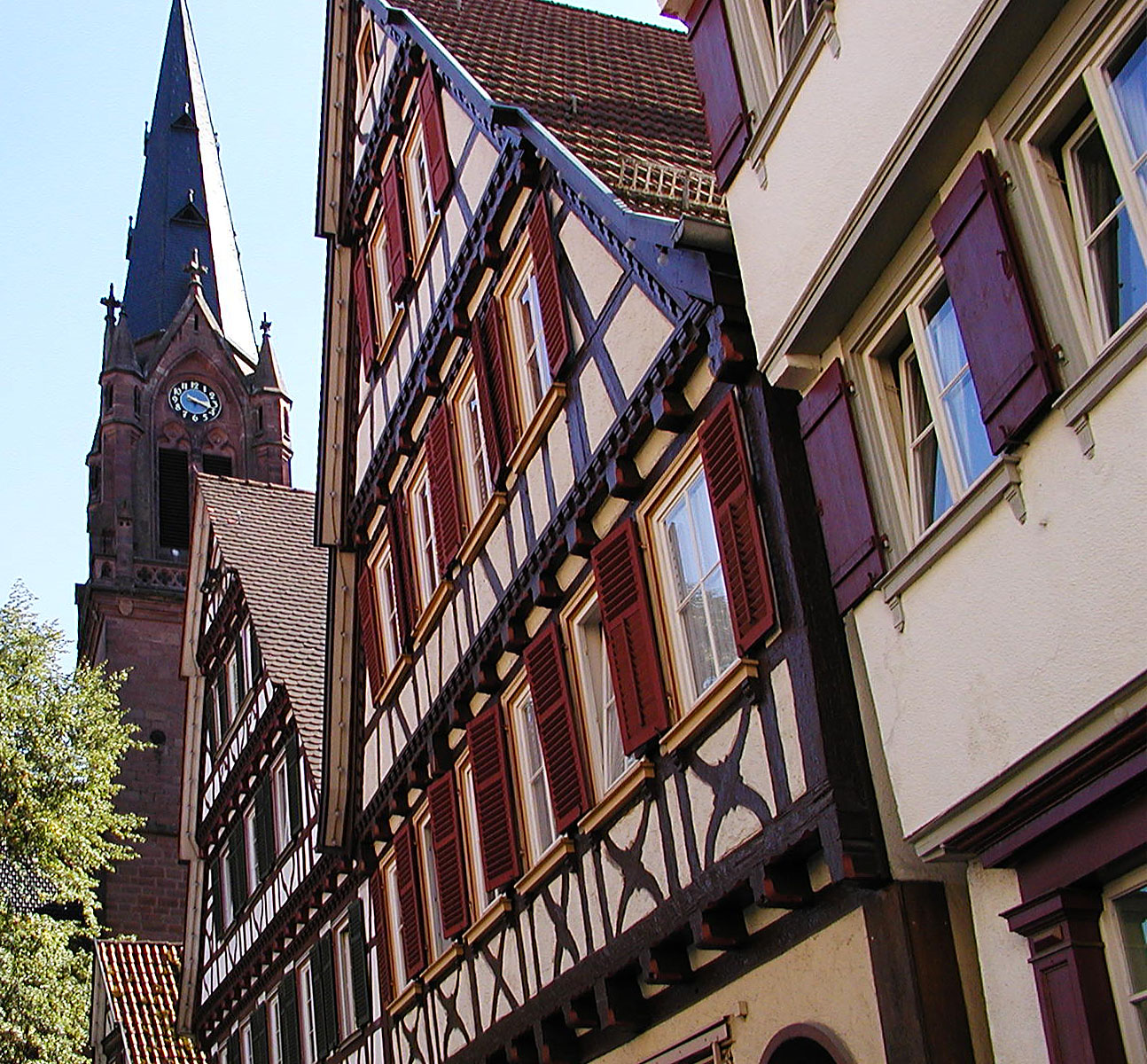
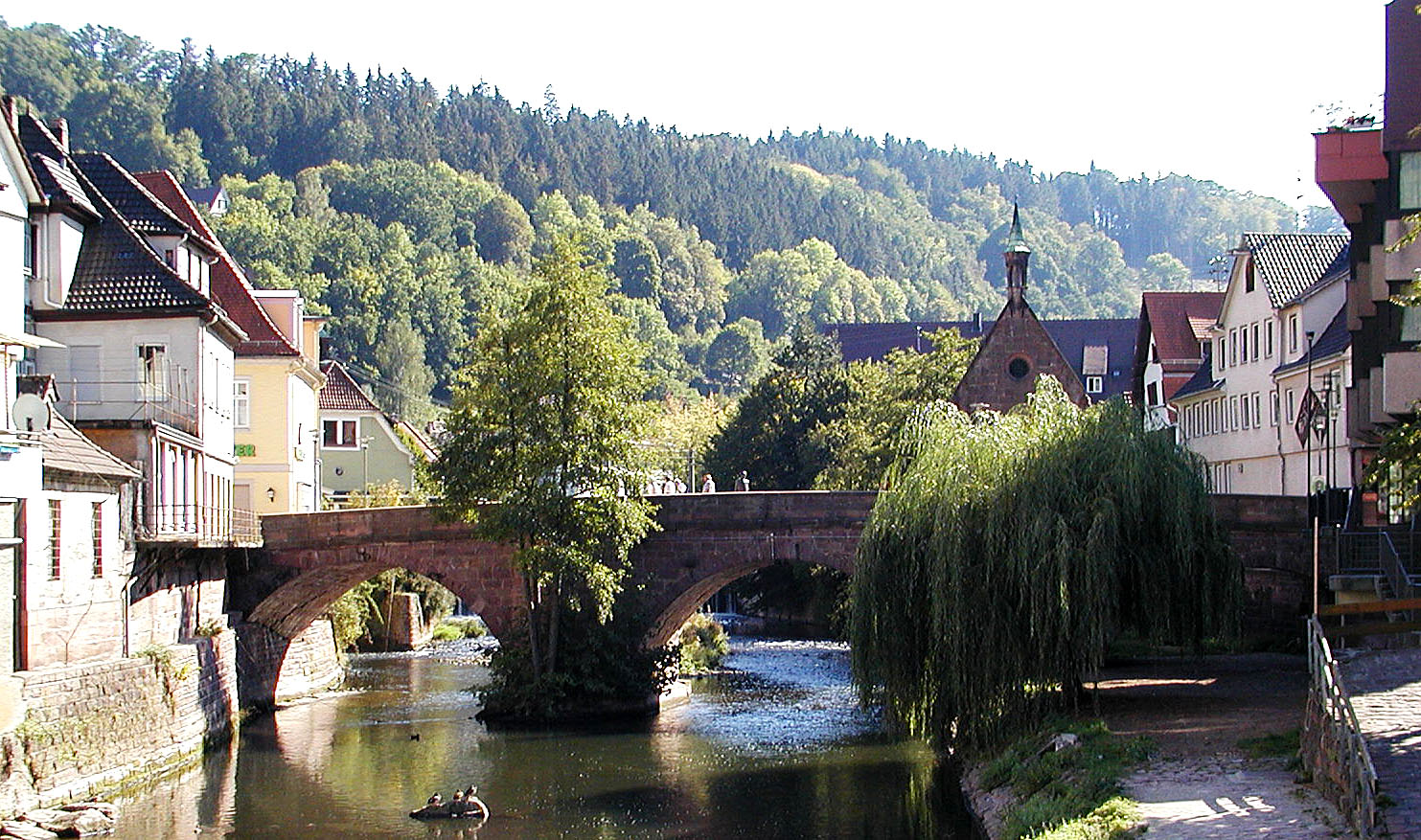

## Residents famosos
- Joseph Gaertner botànic del segle XVIII
- Hermann Hesse, Premi Nobel